# Matte (Sport)

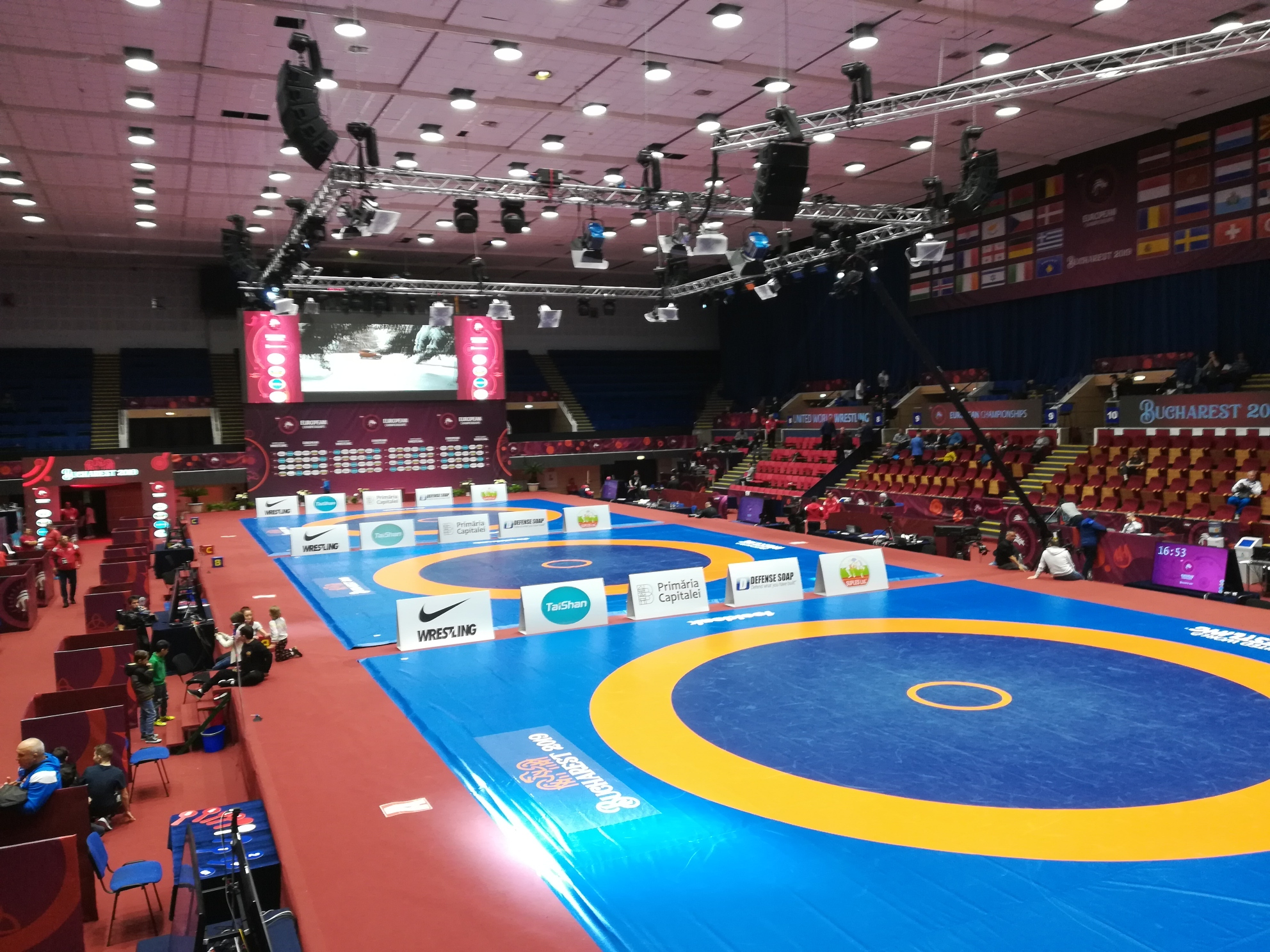
Matten bei den Ringer-Europameisterschaften 2019 in Bukarest

Sportmatten kommen vornehmlich bei den Turnsportarten zur Anwendung, wie dem Gerätturnen, dem Bodenturnen oder dem Kinderturnen. Aber auch bei Kampfsportarten, wie Judo, Karate oder Ringen sowie beim Bouldern, kommen sie zum Einsatz. Sie dienen dazu, die Landung des Sportlers so weich und gelenkschonend wie möglich zu gestalten, um Verletzungen zu vermeiden.

## Verwendungszweck und Eigenschaften
Aufgrund ihrer Eigenschaften und dem daraus resultierenden Verwendungszweck werden Sportmatten in vier Hauptarten unterteilt. Die Charakteristik der Sportmatte bestimmt dabei ihren Einsatzort. Die wesentlichen Eigenschaften sind der Grad der Dämpfung (Eindringtiefe) und das Rückstellvermögen, also die Fähigkeit der Matte, die ursprüngliche Form und die ursprünglichen Maße wieder annehmen zu können, nach dem die Landung des Sportlers beendet und die auf sie wirkenden Kräfte beseitigt sind.

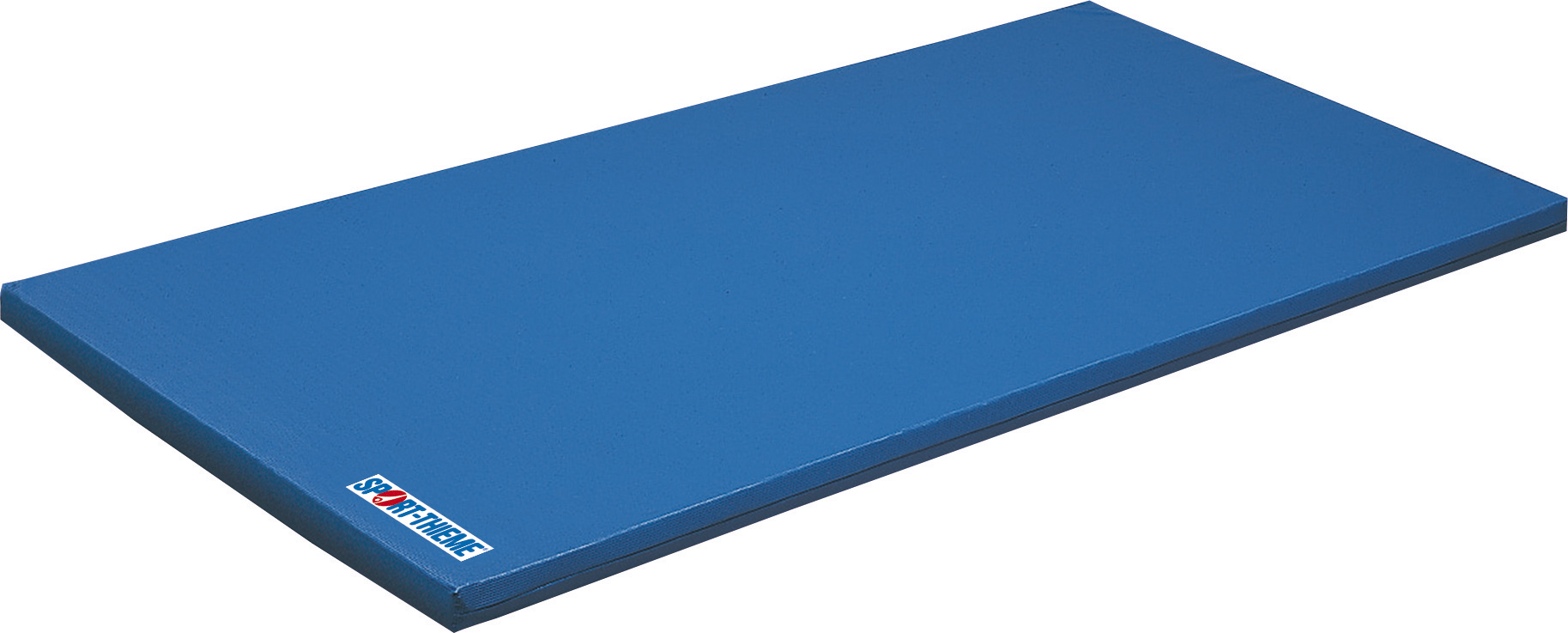
Turnmatte
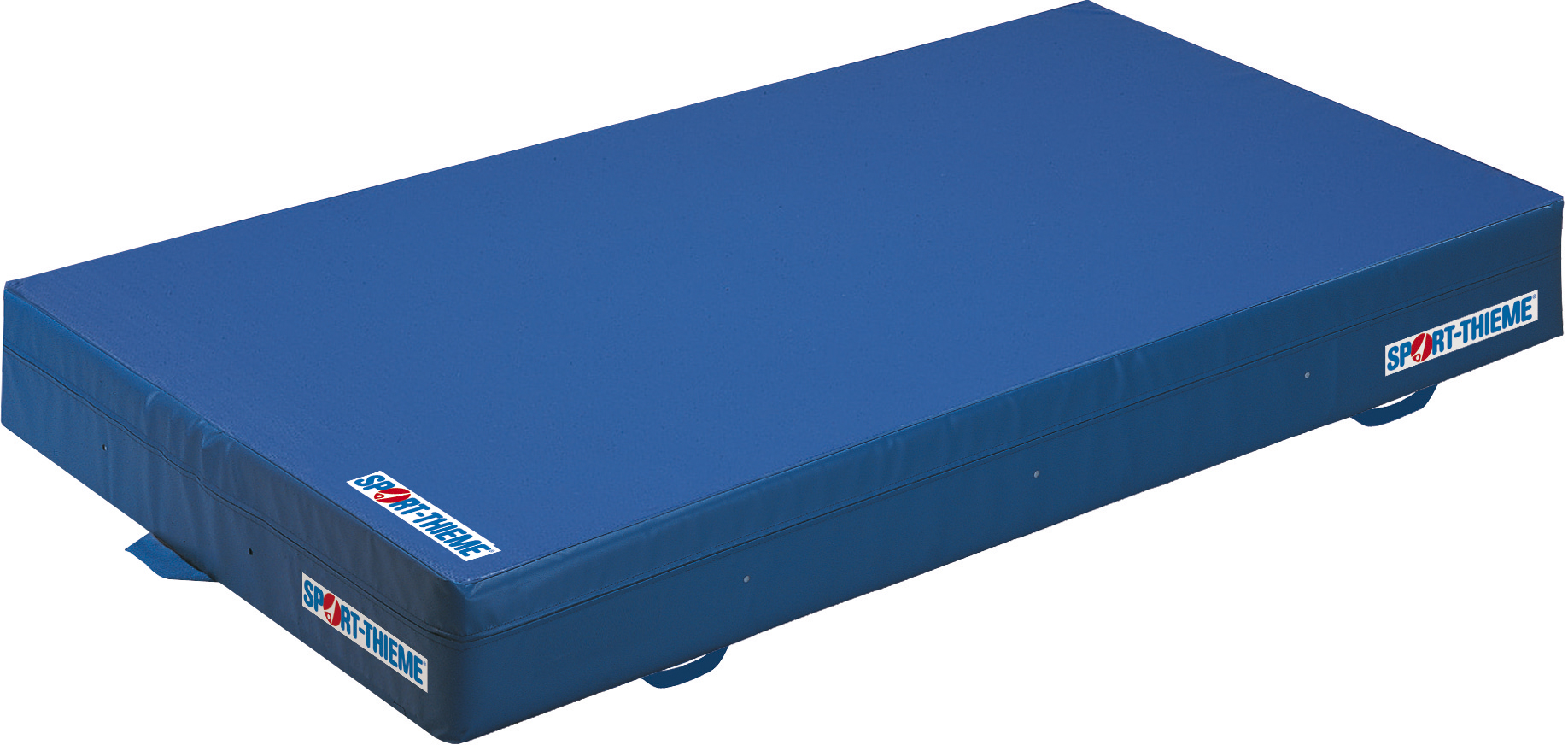
Weichbodenmatte
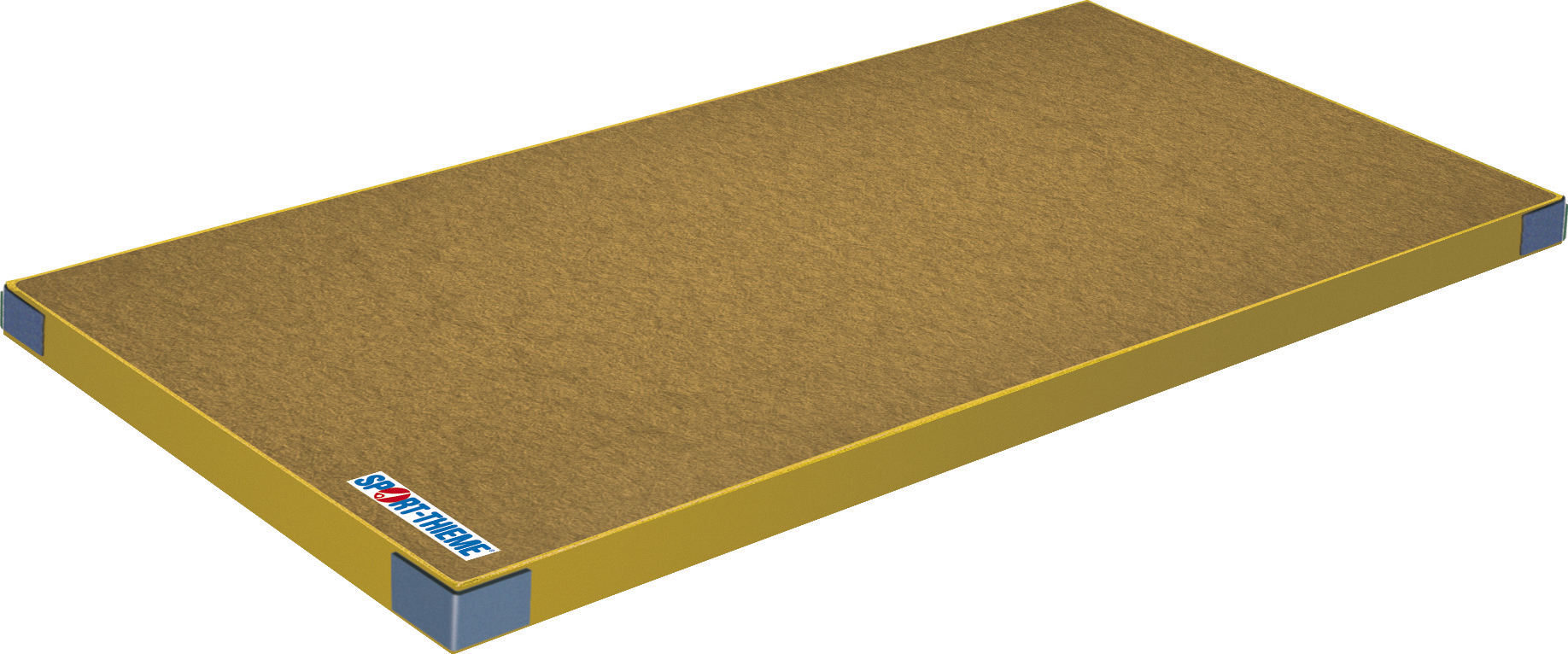
Niedersprungmatte
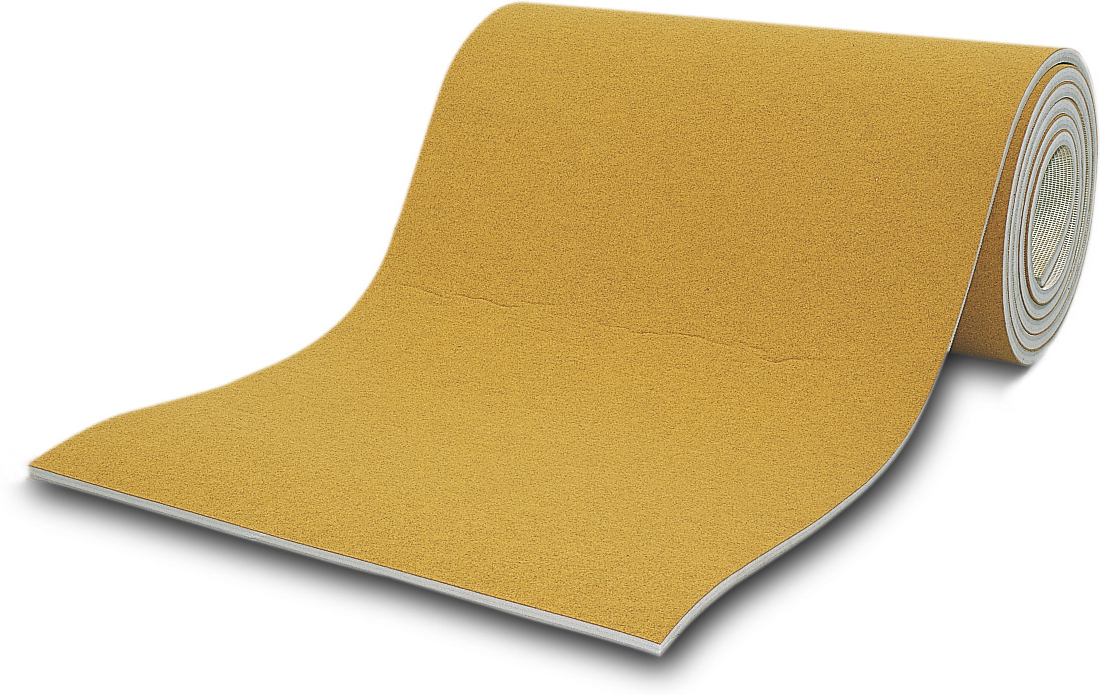
Bodenturnmatte

### Turnmatten
Die Turnmatte ist vielseitig einsetzbar und hat ein gutes Rückstellvermögen, jedoch ein geringes Dämpfungsverhalten. Deshalb ist sie nicht für Sportarten geeignet, bei denen der Sportler aus mehr als 60 cm Höhe auf der Matte landet.

### Weichbodenmatten
Die Weichbodenmatte hat eine sehr hohe Eindringtiefe und dämpft damit die Landung sehr stark. Dadurch wird dieser Mattentyp bei Sportarten mit unkontrollierter Landung verwendet. Die Weichbodenmatte ist jedoch ungeeignet für Sportarten mit punktueller Landung (z. B. Gerätturnen): Füße und Hände können beim Landen aufgrund der hohen Einsinktiefe „gefangen“ werden (sog. „Schraubstockeffekt“), was zu Verletzungen führen kann.

### Niedersprungmatten
Charakteristisch für diesen Mattentypus ist eine geringere Einsinktiefe. Daher bietet sich die Niedersprungmatte für anspruchsvolle Sportarten mit Drehungen an.
Diese Matte ist allerdings nicht geeignet für Kinder bis zum Grundschulalter. Durch das geringe Gewicht der Kinder sinkt der Körper nicht in die Matte ein, der Sprung wird nicht gedämpft.

### Bodenturnmatten
Bodenturnmatte, auch Läufer genannt, ist die Sportmatte mit der größten Fläche (Standardlänge 6 oder 12 m und Standardbreite 2 m), ist jedoch sehr dünn (ca. 3,5 cm). Die Bodenturnmatte kommt hauptsächlich bei der Rhythmischen Sportgymnastik, der Akrobatik und dem Bodenturnen zum Einsatz. Aufgrund ihrer Maße findet diese Matte zudem im Schulbereich Verwendung als Abdeckung für Mattenzwischenräume oder als Auflage auf Weichbodenmatten, mit dem Ziel, einen besseren Stand bei der Landung des Sportlers zu gewährleisten.

## Klassifizierung der Sportmatten nach Typen
Das Deutsche Institut für Normung e. V. (DIN)  hat unter Berücksichtigung von Konstruktion und Anwendungsbereich insgesamt zwölf verschiedene Mattentypen benannt:
- Typ 1: Matte für Bodenturnübungen ohne Sprünge (für Anfänger)
- Typ 2: Matte für Bodenturnübungen mit Sprüngen
- Typ 3: Matte für Bodenturnübungen mit Sprüngen und für Niedersprünge
- Typ 4: Matte für einfache Abgänge von Geräten mit kontrollierter Landung
- Typ 5: Landematte
- Typ 6: Matte für schwierige Abgänge
- Typ 7: Weichbodenmatte für einfache Übungen
- Typ 8: Weichbodenmatte
- Typ 9: Hochsprungmatten (Schule, Training)
- Typ 10: Hochsprungmatten (Wettkampf)
- Typ 11: Stabhochsprungmatten (Schule, Training)
- Typ 12: Judomatten

## Technische Details

### Anwendungsbereiche
| Typ nach EN 12503-1 und EN 12530-2 | Bisherige Benennung                               | Anwendungsbereich |
| ---------------------------------- | ------------------------------------------------- | --- |
| 2                                  | Bodenturnmatte DIN 7914-4 (Leichtboden-Rollmatte) | Schul- und Vereinssport auf Sportböden mit Bodenübungen und Sprüngen |
| 3                                  | Turnmatte DIN 7914-1                              | Schul- und Vereinssport |
| 5                                  | Niedersprungmatte DIN 7914-3                      | Schul- und Vereinssport, Kunstturnen ohne Wettkampfniveau |
| 6                                  | Niedersprungmatte                                 | Schul- und Vereinssport, Kunstturnen – für Wettkampfniveau (Anmerkung: Für Kunstturnwettbewerbe wird auf die Wettkampfanforderung der Fédération Internationale de Gymnastique (F.I.G.) verwiesen) |
| 8                                  | Weichbodenmatte DIN 7914-2                        | Schul- und Vereinssport |
| 9                                  | Hochsprungmatte                                   | Schul- und Vereinssport/Hochsprungübungen |
| 10                                 | Hochsprungmatte                                   | Wettkampf (Anmerkung: Für Leichtathletikwettbewerbe wird auf die Wettkampfbestimmungen, jeweils in der neuesten Fassung herausgegeben durch die Arbeitsgemeinschaft der Regelkommissionen von Deutscher Leichtathletik-Verband (DLV), Österreichischer Leichtathletik-Verband (ÖLV) und Swiss Athletics, verwiesen.) |
| 11                                 | Stabhochsprungmatte                               | Wettkampf (Anmerkung: Für Leichtathletikwettbewerbe wird auf die Wettkampfbestimmungen, jeweils in der neuesten Fassung herausgegeben durch die Arbeitsgemeinschaft der Regelkommissionen von Deutscher Leichtathletik-Verband (DLV), Österreichischer Leichtathletik-Verband (ÖLV) und Swiss Athletics, verwiesen.) |

### Maße und Gewichte
| Typ nach EN 12503-1 und EN 12503-2 | Kurzzeichen          | Länge ± 15                   | Breite ± 10 | Dicke ± 5 | Gewicht von Verbundschaummatten (mind.) |
| ---------------------------------- | -------------------- | ---------------------------- | ----------- | --------- | --------------------------------------- |
| 2                                  | 1.200 × 200 × 3,5 cm | 12.000 mm                    | 2.000 mm    | 35 mm     |                                         |
| 3                                  | 200 × 125 × 6 cm     | 2.000 mm                     | 1.250 mm    | 60 mm     | 18,5 kg                                 |
| 5                                  | 300 × 200 × 12 cm    | 3.000 mm                     | 2.000 mm    | 120 mm    |                                         |
| 6                                  | 200 × 150 × 20 cm    | 2.000 mm                     | 1.500 mm    | 200 mm    |                                         |
| 8                                  | 300 × 200 × 30 cm    | 3.000 mm                     | 2.000 mm    | 300 mm    |                                         |
| 9                                  | 500 × 300 × 50 cm    | 5.000 mm                     | 3.000 mm    | 500 mm    |                                         |
| 10                                 | 500 × 300 × 50 cm    | 5.000 mm                     | 3.000 mm    | 500 mm    |                                         |
| 11                                 | 500 × 500 × 80 cm    | 5.000 mm +1.500 mm Vorkissen | 5.000 mm    | 800 mm    |                                         |

Alle Winkel der jeweiligen Matte müssen rechtwinklig sein.

## Herstellung von Turnmatten
Bei den sogenannten kaschierten Turnmatten wird der Bezugstoff fest mit dem Mattenkern verklebt. Dadurch wird der Faltenbildung vorgebeugt. Die Matten werden in der Regel mit einem Boden versehen, der nicht verrutscht.
Klassisch hergestellte Turnmatten bestehen aus dem Mattenkern und einem Überzug, der auch ausgetauscht werden kann. Eine Vlieskaschierung ist heute nicht mehr notwendig, sofern abriebfester Schaumstoff für den Mattenkern verwendet wird. Dennoch kommt die Vlieskaschierung immer noch zum Einsatz, da sie das Überziehen der Mattenhülle über den Schaumstoffkern vereinfacht.
Gemäß Europanormen sind Lederecken sowie die unterschiedlichen Formen von Verbindungsklappen zulässig. Soweit vorhanden, sollten Tragegriffe oder Trageschlaufen an den Matten so konzipiert sein, dass sie eng an den Matten anliegen, damit keine Spalten beim Aneinanderlegen der Matten entstehen.

## Material
Die ersten Sportmatten wurden aus Stricken geflochten und später durch Kokosfasern ersetzt. Sie waren in der Herstellung verhältnismäßig billig und zeichneten sich durch eine hohe Lebensdauer aus. Aufgrund der Beschaffenheit des Materials waren diese Matten jedoch sehr schmutzanfällig, sodass sie bald durch Matten aus Leder mit einer Polsterfüllung ersetzt wurden. Um Leder zu sparen, wurde es später durch Segeltuchmatten ersetzt, an deren Unterseite sich ein Chromledergleitschutz befand. Heute bestehen sowohl der Kern als auch die Oberfläche von Sportmatten weitestgehend aus Kunststoff.

### Mattenkern
Der Kern einer Matte ist für die optimale Dämpfung verantwortlich, die nur durch Normturnmatten gewährleistet werden kann. Die entsprechenden Werte sind in den neuen Europäischen Normenschriften festgelegt. Der Kern besteht in der Regel aus Schaumstoff, wobei sich Verbundschaumstoffe oder auch Polyethylen-Leichtschaumtypen für diesen Zweck am besten eignen.

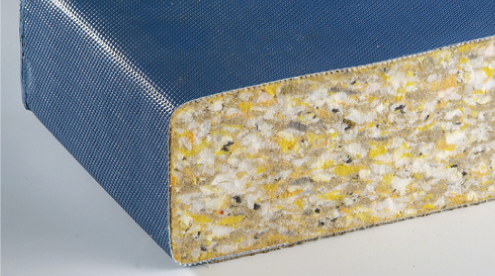
Verbundschaumstoff
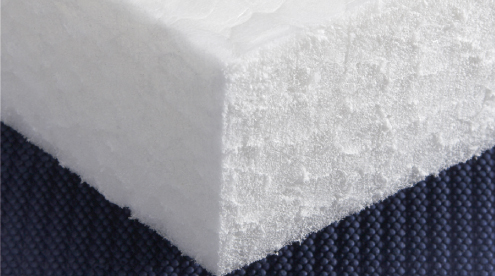
Neopolen
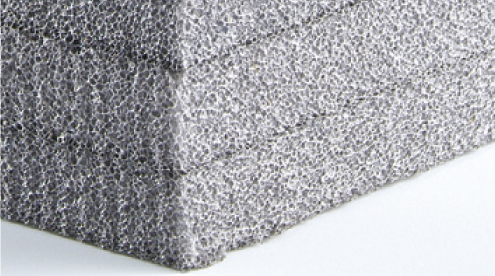
PE-Schaumstoff
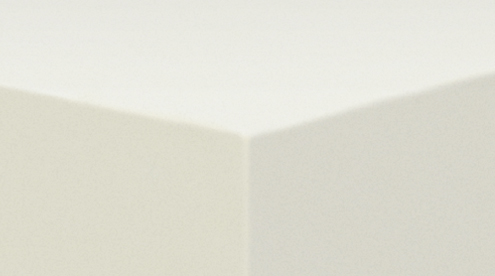
PU-Schaumstoff

#### Verbundschaumstoff
Für den Mattenkern einer Sportmatte eignet sich ein Schaum aus Schaumstoff-Flocken. Diese werden in einem speziellen Verfahren verpresst und verklebt. Durch die Verwendung dieses Materials zeichnet sich die Matte als besonders widerstandsfähig aus und ist dabei trotzdem elastisch.
- Raumgewicht (RG): ≈ 80, 100 oder 120 kg/m³ (bei Turnmatten)
- Einsatz: Als Geräteturnmatte (RG 100 + RG 120) für Lande- und Fallhöhen bis 0,60 m oder als Bodenturnmatte.

#### Neopolen
Polypropylen-Schaumstoff expandiert, vorwiegend geschlossenzellige Schaumstoffpartikel. Sportmatten mit diesem Kern zeichnen sich durch ein gutes Rückstellvermögen nach statischer und dynamischer Belastung aus.
- Raumgewicht (RG): 32 kg/m³
- Einsatz: Als Gerätturnmatte (Leichtturnmatte) für Lande- und Fallhöhen bis 0,60 m.

#### PE-Schaumstoff
Bei Sportmatten wird der Polyethylen-Schaumstoff in Sandwichbauweise in mehreren Schichten übereinander gelegt und verklebt. Matten mit einem Kern aus PE-Schaumstoff sind durch eine hohe Stabilität bei geringem Gewicht gekennzeichnet.
- Raumgewicht (RG): ≈ 30 kg/m³ (für Turnmatten).
- Einsatz: Als Bodenturnmatte

#### PU-Schaumstoff
Sportmatten, bei denen Polyurethan-Schaumstoff als Material für den Mattenkern verwendet wird, haben eine hohe Formstabilität. Daher wird PU-Schaumstoff primär für die Herstellung von Weichbodenmatten verwendet.
- Raumgewicht: mindestens 20 kg/m³

### Mattenoberfläche

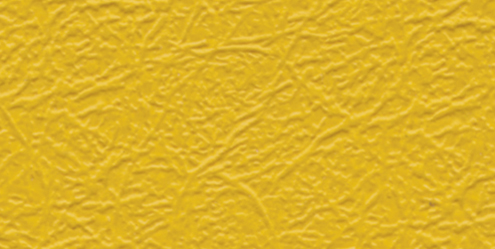
Polygrip-Turnmattenstoff
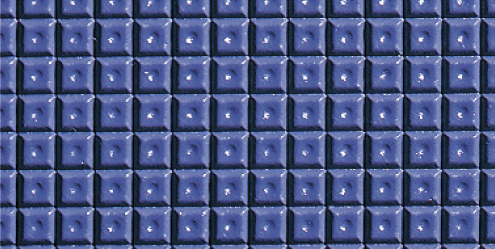
Genoppter Turnmattenstoff
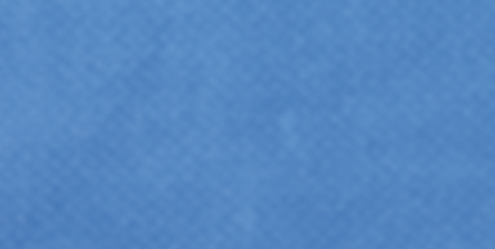
Planenstoff
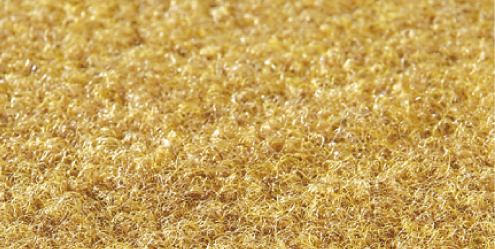
Nadelvlies

#### Polygrip Turnmattenstoff
- Polyestergewebe mit Kunststoffbeschichtung
- Reißfestigkeit: 2.500 N
- 600 g/m²
- Narbenstruktur
- Rutsch hemmend

#### Genoppter Turnmattenstoff
- Polyestergewebe mit Kunststoffbeschichtung
- Reißfestigkeit: mind. 2.500 N
- Rutsch hemmend
- Noppenstruktur
- Schutz vor Hautverbrennung

#### Planenstoff
- 100 % Polyester mit Kunststoffbeschichtung
- Reißfestigkeit: 2.500 N
- 550–680 g/m²
- Glatte Oberfläche
- Reibungseigenschaften nach EN 12503-5 ±6

#### Nadelvlies
- Keine Faltenbildung durch feste Verklebung von Kern und Oberfläche
- Keine Brandverletzungen
- Hautsympathisch
- Trittsicher

## Sicherheit
Es gibt derzeit folgende Europanormen für geprüfte Qualitätsmatten:
- EN 12503-1 Turnmatten – Sicherheitstechnische Anforderungen (1-3)
- EN 12503-2 Hoch- und Stabhochsprungmatten
- EN 12503-3 Judomatten
- EN 12503-4 Bestimmung der Dämpfungseigenschaften
- EN 12503-5 Bestimmung der Reibeigenschaften der Unterseite
- EN 12503-6 Bestimmung der Reibeigenschaften der Oberseite
- EN 12503-7 Bestimmung der statischen Eigenschaften

Diverse Zusatznormen wurden zudem durch die Mitgliedsländer ausgearbeitet. Diese betreffen jedoch nicht die Sicherheitsanforderungen.
Damit eine Sportmatte ihre Funktion hinreichend ausfüllen kann, muss sie folgende sicherheitstechnische Anforderungen erfüllen.
1. Dämpfungseigenschaft, also die Fähigkeit der Matte, die Belastung für den Sportler, die infolge des Aufpralls entsteht, zu reduzieren.
2. Unter der Eindringtiefe wird die Fähigkeit der Matte verstanden, sich mit dem Aufprall zu verformen und so die Standfestigkeit des Sportlers beizubehalten.
3. Die Sportmatte muss elastisch sein, also nach dem Aufprall des Sportlers die mechanische Energie zurückgeben.
4. Reibungseigenschaften der Matten-Unterseite.
5. Reibungseigenschaften der Matten-Oberseite.

Um die Sicherheit zu gewährleisten, sollte der Mattenkern weder zusammengebrochen noch durchgetreten sein. Hülle und Kern der Matte müssen zudem so beschaffen sein, dass kein merkbares Gleiten zwischen Kern und Hülle erfolgt. Zusätzlich ist die Rutschfestigkeit der Matte erforderlich. Um etwaigen Unfällen vorzubeugen, sollte eine Sportmatte auch über keine Trageschlaufen verfügen. Um die Matte transportieren zu können, verwenden viele Hersteller daher eng anliegende Griffe.